# Jared Cowen
Jared Cowen (* 25. ledna 1991 v Saskatoon, Saskatchewan) je bývalý kanadský hokejový obránce.

## Hráčská kariéra
V roce 2006 byl draftován do WHL v 1. kole (celkově 1.) týmem Spokane Chiefs. Sezónu 2006/07 odehrál převážně v rodném městě v týmu Saskatoon Contacts, který hrával ligu SMHL, za tým odehrál 41 zápasů a stal se nejtrestanějším hráčem klubu. 30. prosince 2006 měl debut v lize WHL za tým Spokane Chiefs, v zápase se střetl proti týmu Tri-City Americans. Ve Spokane Chiefs odehrál celkem 6 zápasů základní části a rovněž v playoff, ale prohráli ve kvalifikaci konferencí 2:4 na zápasy nad týmem Everett Silvertips. V roce 2009 byl draftován do NHL v 1. kole (celkově 9.) týmem Ottawa Senators. V týmu Spokane Chiefs zůstal, odehrál za tým pět sezón a v sezóně 2007/08 pomohl vybojovat Memorial Cup a Ed Chynoweth Cup, od sezóny 2009/10 byl jmenován kapitán týmu. 4. dubna 2010 měl debut v nejprestižnější hokejové lize NHL za tým Ottawa Senators proti týmu Tampa Bay Lightning ve kterém odehrál 6:46. Do kmenové sestavy Senators se dostal v sezóně 2011/12 a dokonce odehrál všech 82 zápasů. S týmem se jim podařilo postoupit do playoff, pro Cowena premiéra v NHL ale hned v úvodu byli vyřazeni klubem New York Rangers 3:4 na zápasy. Společně se spoluhráči Nickem Folignonem a Colinem Greeningem byli jediní Senators, kteří v žádném zápase sezóny nechyběli.

## Ocenění a úspěchy
- 2009 CHL - Top Prospects Game
- 2010 WHL - (Západ) Druhý All-Star Tým
- 2011 WHL - (Západ) První All-Star Tým

## Prvenství
- Debut v NHL - 8. dubna 2010 (Tampa Bay Lightning proti Ottawa Senators)
- První gól v NHL - 1. listopadu 2011 (Boston Bruins proti Ottawa Senators, americkému brankáři Tim Thomas)
- První asistence v NHL - 1. prosince 2011 (Dallas Stars proti Ottawa Senators)

## Klubové statistiky
| Sezóna       | Klub                | Soutěž       |                      | Základní část        | Základní část        | Základní část        | Základní část        | Základní část        |                      | Play off             | Play off             | Play off             | Play off             | Play off             |                      |                      |
| Sezóna       | Klub                | Soutěž       | Z                    | G                    | A                    | B                    | TM                   | Z                    | G                    | A                    | B                    | TM                   |                      |                      |                      |                      |
| 2006/2007    | Saskatoon Contacts  | SMHL         | 41                   | 6                    | 22                   | 28                   | 103                  | —                    | —                    | —                    | —                    | —                    |                      |                      |                      |                      |
| 2006/2007    | Spokane Chiefs      | WHL          | 6                    | 0                    | 2                    | 2                    | 2                    | 6                    | 0                    | 1                    | 1                    | 6                    |                      |                      |                      |                      |
| 2007/2008    | Spokane Chiefs      | WHL          | 68                   | 4                    | 14                   | 18                   | 62                   | 21                   | 1                    | 3                    | 4                    | 17                   |                      |                      |                      |                      |
| 2008/2009    | Spokane Chiefs      | WHL          | 48                   | 7                    | 14                   | 21                   | 45                   | —                    | —                    | —                    | —                    | —                    |                      |                      |                      |                      |
| 2009/2010    | Spokane Chiefs      | WHL          | 59                   | 8                    | 22                   | 30                   | 74                   | 7                    | 1                    | 1                    | 2                    | 8                    |                      |                      |                      |                      |
| 2009/2010    | Ottawa Senators     | NHL          | 1                    | 0                    | 0                    | 0                    | 2                    | —                    | —                    | —                    | —                    | —                    |                      |                      |                      |                      |
| 2010/2011    | Spokane Chiefs      | WHL          | 58                   | 18                   | 30                   | 48                   | 91                   | 17                   | 2                    | 12                   | 14                   | 16                   |                      |                      |                      |                      |
| 2010/2011    | Binghamton Senators | AHL          | —                    | —                    | —                    | —                    | —                    | 10                   | 0                    | 4                    | 4                    | 0                    |                      |                      |                      |                      |
| 2011/2012    | Ottawa Senators     | NHL          | 82                   | 5                    | 12                   | 17                   | 56                   | 7                    | 0                    | 1                    | 1                    | 4                    |                      |                      |                      |                      |
| 2012/2013    | Ottawa Senators     | NHL          | 7                    | 1                    | 0                    | 1                    | 10                   | 10                   | 0                    | 3                    | 3                    | 21                   |                      |                      |                      |                      |
| 2012/2013    | Binghamton Senators | AHL          | 3                    | 0                    | 3                    | 3                    | 2                    | —                    | —                    | —                    | —                    | —                    |                      |                      |                      |                      |
| 2013/2014    | Ottawa Senators     | NHL          | 68                   | 6                    | 9                    | 15                   | 45                   | —                    | —                    | —                    | —                    | —                    |                      |                      |                      |                      |
| 2014/2015    | Ottawa Senators     | NHL          | 54                   | 3                    | 6                    | 9                    | 45                   | —                    | —                    | —                    | —                    | —                    |                      |                      |                      |                      |
| 2015/2016    | Ottawa Senators     | NHL          | 37                   | 0                    | 4                    | 4                    | 16                   | —                    | —                    | —                    | —                    | —                    |                      |                      |                      |                      |
| 2015/2016    | Toronto Maple Leafs | NHL          | Nehrál kvůli zranění | Nehrál kvůli zranění | Nehrál kvůli zranění | Nehrál kvůli zranění | Nehrál kvůli zranění | Nehrál kvůli zranění | Nehrál kvůli zranění | Nehrál kvůli zranění | Nehrál kvůli zranění | Nehrál kvůli zranění | Nehrál kvůli zranění | Nehrál kvůli zranění | Nehrál kvůli zranění | Nehrál kvůli zranění |
| Celkem v NHL | Celkem v NHL        | Celkem v NHL | 249                  | 15                   | 31                   | 46                   | 174                  | 17                   | 0                    | 4                    | 4                    | 25                   |                      |                      |                      |                      |

## Reprezentace
| Rok                       | Tým                       | Soutěž                    | Z  | G | A | B | TM |
| ------------------------- | ------------------------- | ------------------------- | -- | - | - | - | -- |
| 2008                      | Kanada 17                 | WHC-17                    | 6  | 0 | 7 | 7 | 4  |
| 2010                      | Kanada 20                 | MSJ                       | 6  | 0 | 1 | 1 | 2  |
| 2011                      | Kanada 20                 | MSJ                       | 7  | 1 | 0 | 1 | 0  |
| Juniorská kariéra celkově | Juniorská kariéra celkově | Juniorská kariéra celkově | 19 | 1 | 8 | 9 | 6  |